# Pádua (província)
A Província de Pádua (em italiano: Provincia di Padova) é uma província italiana da região do Vêneto. Em Dezembro de 2010 possuía uma população de 849 857 habitantes, com densidade de 397 hab/km². Está dividida em 104 comunas, sendo a capital Pádua.
Faz fronteira a norte com a província de Treviso, a leste com a província de Veneza, a sul com a província de Rovigo e a oeste com as províncias de Verona e Vicenza.

## Comunas
| Capital Pádua | |
| Comunas       | Abano Terme • Agna • Albignasego • Anguillara Veneta • Arquà Petrarca • Arre • Arzergrande • Bagnoli di Sopra • Baone • Barbona • Battaglia Terme • Boara Pisani • Borgoricco • Bovolenta • Brugine • Cadoneghe‎ • Cittadella • Campo San Martino • Campodarsego • Campodoro • Camposampiero • Candiana • Carceri • Carmignano di Brenta • Cartura • Casale di Scodosia • Casalserugo • Castelbaldo • Cervarese Santa Croce • Cinto Euganeo • Codevigo • Conselve • Correzzola • Curtarolo • Due Carrare • Este • Fontaniva • Galliera Veneta • Galzignano Terme • Gazzo • Grantorto • Granze • Lozzo Atestino‎ • Legnaro • Limena • Loreggia • Maserà di Padova • Masi • Massanzago • Megliadino San Fidenzio • Megliadino San Vitale • Merlara • Mestrino • Monselice • Montagnana • Montegrotto Terme • Noventa Padovana • Ospedaletto Euganeo • Pádua‎ • Piazzola sul Brenta • Pernumia • Piacenza d'Adige • Piombino Dese • Piove di Sacco • Polverara • Ponso • Ponte San Nicolò • Pontelongo • Pozzonovo • Rovolon • Rubano • Saletto‎ • San Martino di Lupari‎ • Saccolongo • San Giorgio delle Pertiche • San Giorgio in Bosco • San Pietro in Gu • San Pietro Viminario • Santa Giustina in Colle‎ • Santa Margherita d'Adige • Sant'Angelo di Piove di Sacco • Sant'Elena • Sant'Urbano • Saonara • Selvazzano Dentro • Solesino • Stanghella • Tombolo‎ • Teolo • Terrassa Padovana • Torreglia‎ • Trebaseleghe • Tribano • Urbana • Vescovana • Veggiano • Vighizzolo d'Este‎ • Vigodarzere • Vigonza • Villa del Conte • Villa Estense • Villafranca Padovana • Villanova di Camposampiero • Vò |